# Guźce
Guźce (Phacochoerini) – plemię ssaków z podrodziny świń (Suinae) z rodziny świniowatych (Suidae).

## Podział systematyczny
Do plemienia należy jeden występujący współcześnie rodzaj:
- Phacochoerus F. Cuvier, 1826 – guziec

Opisano również rodzaj wymarły:
- Metridiochoerus Hopwood, 1926[9]